# 부동산연구원
한국감정원 부동산연구원은 1989년 감정평가연수원으로 설립되어 현재에 이르기까지 감정평가기법 연구, 부동산지표 개발과 정부의 부동산정책지원을 비롯하여 부동산컨설팅 등 부동산 분야 전반에 걸쳐 폭 넓고 깊이 있는 연구를 통하여 국가경제 발전에 기여하고 있는 한국감정원 소속의 부동산 전문 연구기관이다. 서울특별시 강남구에 위치하고 있었으나, 2013년 공공기관 지방이전에 따라 대구광역시 동구 신서동 혁신도시로 이전하였다. 이후

## 연혁
- 1985년 5월 한국감정원 조사부 신설
- 1989년 6월 19일 감정평가연수원 개설. 연수원 내연수부, 연구개발부 신설
- 1992년 2월 26일 지가정책연구센터 개설
- 1993년 8월 18일 연구개발부를 지가정책연구센터에 흡수 통합
- 1995년 3월 31일 지가정책연구센터와 연수부를 감정평가연수원에 통합
- 1996년 2월 15일 감정평가연수원 내 감정평가연구소 개설
- 1996년 9월 24일 감정평가연구소 내 경영전략연구팀 신설
- 1996년 10월 19일 감정평가연구소 본점으로 이전
- 2001년 3월 26일 한국감정원연구소로 명칭 변경. 감정평가연구팀, 부동산연구팀으로 운영
- 2001년 4월 12일 연수원으로 이전
- 2001년 5월 2일 한국감정원연구소 내 연수팀 신설. 감정평가연구팀, 부동산연구팀, 연수팀으로 운영
- 2002년 1월 1일 부동산연구소로 명칭 변경. 연구개발팀, 연수팀으로 운영
- 2003년 12월 9일 부동산연구소 내 조사분석팀 신설. 연구개발팀, 연수팀, 조사분석팀으로 운영
- 2006년 12월 20일 연수팀을 인력개발팀으로 명칭 변경
- 2007년 5월 2일 부동산연구원으로 확대 개편. 연구개발팀, 정책연구팀, 부동산컨설팅팀, 투자자문팀으로 운영
- 2009년 1월 부동산연구원 조직 개편. 연구기획부, 정책연구부, 도시환경연구부, 주택성능안정센터로 운영

## 조직

### 부동산연구원장
- 연구개발실
- 공시제도연구부
- 산업정책연구부
- 평가정보연구부
- 인재개발부
- 국제협력부

- 시장분석연구실
- 시장분석연구부
- 빅데이터연구부
- 거래정보연구부